# Lực lượng Cảnh sát Myanmar
Cảnh sát Myanmar hay Công an Myanmar (tiếng Miến: မြန်မာနိုင်ငံ ရဲတပ်ဖွဲ့) là lực lượng thực thi pháp luật của Myanmar. Nó được thành lập vào năm 1964 với tư cách là một cơ quan độc lập trực thuộc Bộ Nội vụ.

## Lịch sử
Lực lượng Cảnh sát ở Myanmar có bề dày lịch sử, lực lượng cảnh sát còn bao gồm công an địa phương và công an khu vực ở các khu vực pháp lý khác nhau.

### Sự cai trị của Anh ở Myanmar
Lực lượng cảnh sát chính ở Miến Điện thuộc Anh là Cảnh sát Miến Điện. Ngoài ra, còn có Quân cảnh Miến Điện bán quân sự, Cảnh sát Đường sắt và Cảnh sát Thành phố Rangoon. Từ khoảng năm 1891, hầu hết các vị trí điều hành trong Cảnh sát Miến Điện đều do các thành viên Cảnh sát Đế quốc Ấn Độ nắm giữ.
Năm 1872, thị trưởng thứ ba của Quận Mergui, Ngài Ashly Din (1870–1875) đã bổ nhiệm sĩ quan cảnh sát đầu tiên đóng quân tại Maliwan, một ngôi làng cách Victoria Point hiện tại 24 dặm về phía bắc.
Có lẽ cảnh sát nổi tiếng nhất ở Miến Điện trong thời kỳ này là tác giả George Orwell, người gia nhập Cảnh sát Đế quốc Ấn Độ ở Miến Điện vào năm 1922. Một cảnh sát thuộc địa nổi tiếng khác ở Miến Điện là Hector Hugh Munro, được biết đến với cái tên Saki.

### Sau độc lập (1948 - nay)

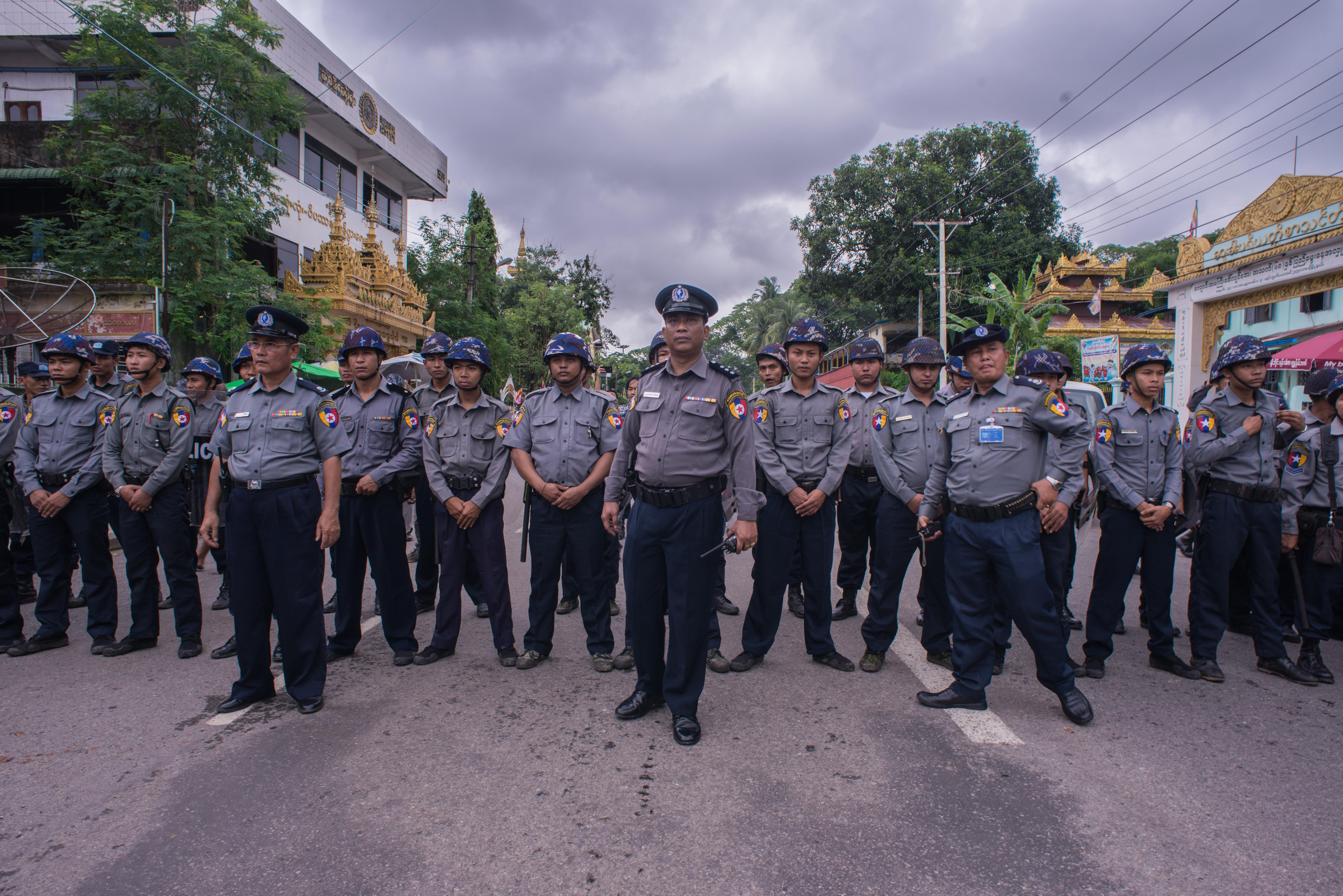
Cảnh sát Myanmar chặn người biểu tình ở thị trấn Bahan, Yangon.

Vào ngày 16 tháng 3 năm 1988, sau vụ sát hại hai sinh viên trong các cuộc biểu tình ủng hộ dân chủ, các sinh viên tuần hành trên Đường Prome đã phải đối mặt với cảnh sát chống bạo động của lực lượng an ninh Lon Htein gần Hồ Inya và nhiều người bị đánh chết hoặc chết đuối.
Cảnh sát quốc gia được tạo thành từ một số đơn vị nhỏ hơn, bao gồm
- Cảnh sát Đường sắt Myanmar
- Phòng tình báo